# 澄江支线高速公路
澄江支线高速公路是重庆市高速公路网规划（2019—2035年）中的一条纵线，起于合川区小沔镇川渝界，经 银昆高速、 渝武高速共线段至璧山七塘镇、八塘镇，止于 合璧津高速南华枢纽。

## 北段渝广支线高速
澄江支线高速公路北段渝广支线川渝界至合川区小沔镇全长11.6公里（含小沔联络线2.22公里），双向四车道，路基宽度25.5米，设计行车速度80公里/小时，投资8.8636亿元。渝广支线高速是重庆直辖以来，川渝首次联合通车的一条省际高速公路。

### 建设历程
2018年8月1日，正式开工建设。
2020年12月5日，路面完工。
2020年12月25日，高速公路建成通车，与四川 广安绕城高速的联合通车活动在川渝交界处举行。

## 南段
澄江支线高速公路南段合川区清平镇至璧山区八塘镇全长约25公里（含渝武扩能高速共线段2.6公里），双向四车道，路基宽26米，设计时速100公里/小时，总投资约30亿元。

### 建设历程
2021年5月7日，完成可行性研究报告编制公开招标。
2021年6月7日，控制性工程草街嘉陵江特大桥（澄江大桥）正式开工建设。
2023年11月30日，草街嘉陵江特大桥合拢。